# Anonymus Londinensis

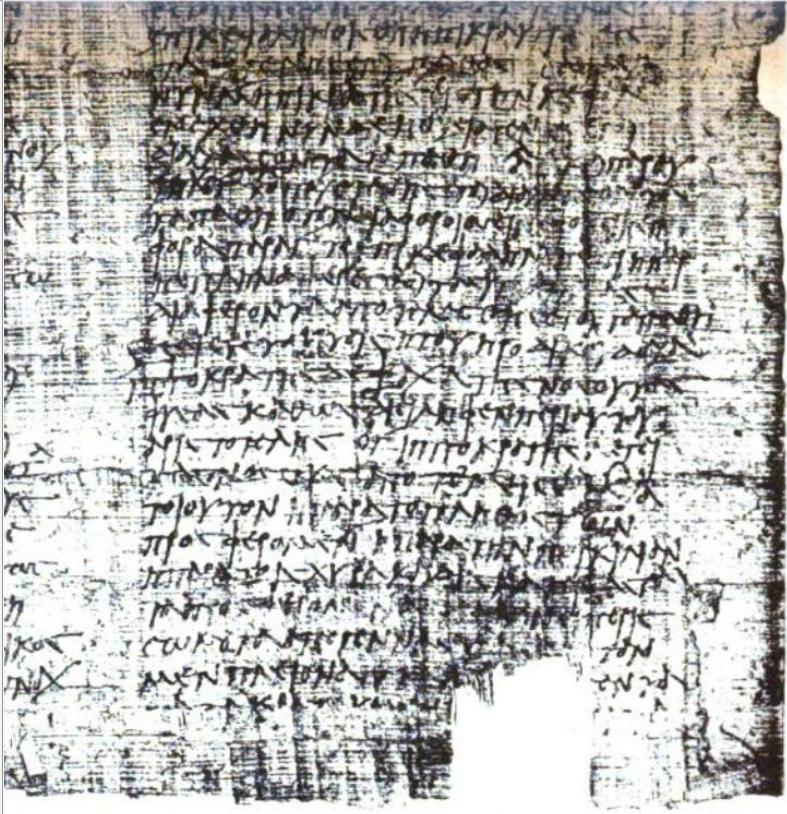
Alle righe 35-37 l'autore cita Aristotele/Menone: "Ippocrate dice che i gas sono le cause della malattia come riporta Aristotele". Segue una spiegazione di come questi gas salgono dai residui (perissōmata, righe 42-43) di cibo non digerito. La citazione fa riferimento al De Flatibus nel Corpus Hippocraticum.

Col nome di Anonymus Londinensis (o Anonymus Londiniensis o Anonimo Londinese) si indica l'autore di un'opera greca antica di autore sconosciuto probabilmente redatta nel I sec. d.C. e intitolata  Sulla medicina (in greco antico: Ἰατρικά?).

## Struttura
Tale opera è parzialmente conservata in un papiro della British Library e fornisce importanti informazioni sul pensiero medico greco. La datazione è basata sulla citazione nel testo del medico Alessandro Filalete vissuto nel I secolo d.C., Nonostante sopravvivano solo alcune parti del testo, queste sono molto ben conservate: l'Anonimo Londinese consiste in un rotolo della lunghezza di 3,5 metri contenente circa 2000 righe su 39 colonne di testo.
Secondo Daniela Manetti si tratterebbe di una bozza incompiuta di un autografo di mano dell'autore che ha compilato e organizzato svariate fonti durante la composizione della sua opera.
Il testo è diviso in 3 parti: una serie di definizioni relative alle malattie del corpo e dell'animo, una sezione eziologica e una sezione fisiologica.
La sezione eziologica è un esame delle teorie mediche dei secoli IV e V d. C. sulle cause della malattia; ad esse segue un testo attribuito ad Aristotele ma probabilmente di Menone, un suo allievo, e oggi identificata col titolo di Menoneia. Nel brano sono citati una ventina di medici divisi in due gruppiː nel primo gli autori sostengono che le cause delle malattie sono i residui di cibo; nel secondo in cui gli autori sostengono che sono i disordini tra i fluidi corporei a provocarle. Tra gli autori, Platone è citato più spesso dello stesso Ippocrate.
La sezione finale dell'opera discute della fisiologia secondo la dialettica aristotelica. Sono riportati soltanto i punti di vista di Aristotele e di medici successivi, tra i quali Erofilo (che è visto positivamente) Erasistrato (che invece è attaccato insieme ai suoi seguaci) Asclepiade di Bitinia e Alessandro Filalete. La sezione contiene interessanti idee sulla vitalità, sul movimento, sulla nutrizione, sulle varie emanazioni del corpo, su digestione, vene, arterie e su "pori" invisibili.

## Edizioni e traduzioni
Il papiro è stato descritto per la prima volta da Frederic G. Kenyon nel 1892.
Diels pubblicò la prima edizione del testo greco nel 1893 (edito dalla Accademia Prussiana delle Scienze nella I parte del III volume del Supplementum Aristotelicum) e una traduzione tedesca del testo del Diels fu pubblicata nel 1896 da Heinrich Beckh e Franz Spät ( Anonymus Londinensis: Auszüge eines Unbekannten aus Aristoteles-Menons Handbuch der Medicin und aus Werken anderer älterer Aerzte.).
W.H.S. Jones ristampò il testo greco del Diels aggiungendo la sua traduzione inglese ed un commento in The Medical Writings of Anonymus Londinensis, Cambridge University Press, 1947 (repr. Amsterdam 1968; repr. Cambridge 2011, ISBN 0-521-17069-9).
Una nuova edizione del testo per la serie greca dell'editore Teubner è stata pubblicata nel 2011 da Daniela Manetti(ISBN 3110218712).